# Трофимов, Михаил Александрович (футболист)
Михаи́л Алекса́ндрович Трофи́мов (род. 5 августа 1974, Баку, Азербайджанская ССР, СССР) — российский футболист, игравший на позиции защитника и полузащитника, тренер.

## Карьера

### Клубная
Воспитанник бакинского футбола. Первые тренеры — В. П. Панкратов и С. В. Гордеев. После распада СССР семья Трофимовых переехала в Санкт-Петербург, где Михаил был зачислен в спортивный интернат Олимпийского резерва. Окончив его, попал в дубль «Зенита» по приглашению Юрия Морозова и Вячеслава Мельникова. В 1992 году провёл единственный матч в высшей лиге. В том же году провёл 14 матчей за «Космос-Кировец» из второй лиги. В 1995 году Трофимов был отдан в аренду в «Сатурн-1991», а по окончании сезона вернулся в «Зенит». В 1997 году вместе с Владиславом Басковым выступал за китайский клуб «Шанхай Шэньхуа», завоевав серебряные медали чемпионата. В 1998 году вернулся в Санкт-Петербург и два года выступал за «Динамо» во втором дивизионе. Следующие два сезона провёл в белгородском клубе «Салют-Энергия». В 2003 году по приглашению Булата Исмагомедова перешёл в казахстанский «Кайсар», но из-за неустойчивого финансового положения клуба по ходу сезона вернулся в Россию, в «Чкаловец-1936», с которым на второй год вышел в первый дивизион. Затем два года отыграл в нижегородской «Волге», в 2007—2009 годах — в мурманском «Севере», в котором и завершил карьеру.
Работал тренером в «Севере», ФК «Нева», МФК «Политех».

### В сборной
В 1992—1993 годах выступал за юношескую сборную России.

## Личная жизнь
Сын игрока «Нефтчи» Александра Трофимова.
Жена — Екатерина, домохозяйка. Старший сын Владислав с 6 лет — в школе «Смена». Младший сын — Иван.